# Weltgipfel für soziale Entwicklung
Der Weltgipfel für soziale Entwicklung fand vom 6. bis 12. März 1995 in Kopenhagen statt. Es nahmen 117 Staats- und Regierungschefs teil. Der Gipfel befasste sich vorrangig mit der Armutsbekämpfung und verabschiedete eine Erklärung und ein Aktionsprogramm.

## Resolution
In einer Resolution, die die Erklärung und das Aktionsprogramm als Anlage enthält,
„empfiehlt (der Gipfel) der Generalversammlung der Vereinten Nationen, sich auf ihrer fünfzigsten Tagung die Kopenhagener Erklärung und das Aktionsprogramm, die auf dem Gipfeltreffen verabschiedet wurden, zu eigen zu machen.“

## Kopenhagener Erklärung
In der Erklärung wird der enge Zusammenhang zwischen sozialer Entwicklung und Gerechtigkeit einerseits und der Wahrung von Frieden und Sicherheit andererseits betont:
„Wir sind gemeinsam der Überzeugung, daß soziale Entwicklung und soziale Gerechtigkeit unabdingbare Voraussetzungen für die Herbeiführung und Wahrung von Frieden und Sicherheit innerhalb unserer Nationen wie auch zwischen ihnen sind. Umgekehrt können soziale Entwicklung und soziale Gerechtigkeit ohne Frieden und Sicherheit und ohne die Achtung aller Menschenrechte und Grundfreiheiten nicht zustande kommen. Diese bereits vor 50 Jahren in der Charta der Vereinten Nationen anerkannte grundlegende Wechselbeziehung ist seither ständig enger geworden.“
Weiter wird festgestellt,
„daß wirtschaftliche Entwicklung, soziale Entwicklung und Umweltschutz voneinander abhängige und einander gegenseitig <sic!> verstärkende Bestandteile einer bestandfähigen Entwicklung sind, die den Rahmen für unsere Bemühungen um die Herbeiführung einer höheren Lebensqualität für alle Menschen bildet. Eine ausgewogene soziale Entwicklung, die anerkennt, daß die Armen befähigt werden müssen, Umweltressourcen auf bestandfähige Weise zu nutzen, ist eine notwendige Grundlage einer bestandfähigen Entwicklung.“
Die Erklärung enthält sieben (Selbst-)„Verpflichtungen“ der Staats- und Regierungschefs, und zwar:
- „ein wirtschaftliches, politisches, soziales, kulturelles und rechtliches Umfeld zu schaffen, das die Menschen in die Lage versetzt, soziale Entwicklung zu erreichen“;
- „auf das Ziel der Beseitigung der Armut in der Welt durch entschlossene einzelstaatliche Maßnahmen und internationale Zusammenarbeit, da es sich hierbei um einen ethischen, sozialen, politischen und wirtschaftlichen Imperativ für die Menschheit handelt“;
- „das Ziel der Vollbeschäftigung als grundlegende Priorität unserer Wirtschafts- und Sozialpolitik zu fördern und es allen Menschen, Männern wie auch Frauen, zu ermöglichen, sich durch eine frei gewählte Erwerbstätigkeit und produktive Arbeit einen sicheren und dauerhaften Lebensunterhalt zu sichern“;
- „die soziale Integration zu fördern, indem wir uns für den Aufbau stabiler, sicherer und gerechter Gesellschaften einsetzen, die auf der Förderung und dem Schutz aller Menschenrechte sowie der Nichtdiskriminierung, der Toleranz, der Achtung der Vielfalt, der Chancengleichheit, der Solidarität, der Sicherheit und der Teilhabe aller Menschen, einschließlich schwacher und benachteiligter Gruppen und Personen, beruhen“;
- „die uneingeschränkte Achtung der Menschenwürde zu fördern, die Gleichberechtigung und Gleichbehandlung von Männern und Frauen herbeizuführen und die Teilhabe der Frau und die führende Rolle, die sie im politischen, bürgerlichen, wirtschaftlichen, sozialen und kulturellen Leben und bei der Entwicklung einnehmen kann, anzuerkennen und zu fördern“;
- „die Ziele des allgemeinen und gerechten Zugangs zu einer guten Bildung, des höchsten erreichbaren körperlichen und geistigen Gesundheitszustands und des Zugangs aller Menschen zur gesundheitlichen Grundversorgung zu fördern und zu verwirklichen, indem wir besondere Anstrengungen unternehmen werden, um Ungleichheiten im Hinblick auf soziale Verhältnisse zu beheben, ohne Unterschied nach Rasse, nationaler Herkunft, Geschlecht, Alter oder Behinderung; unsere gemeinsame Kultur wie auch unsere jeweilige kulturelle Eigenart zu achten und zu fördern; danach zu trachten, die Rolle der Kultur in der Entwicklung zu stärken; die unabdingbaren Grundlagen für eine bestandfähige Entwicklung, in deren Mittelpunkt der Mensch steht, zu erhalten; und zur vollen Erschließung der Humanressourcen und zur sozialen Entwicklung beizutragen. Das Ziel dieser Aktivitäten besteht darin, die Armut zu beseitigen, eine produktive Vollbeschäftigung zu fördern und die soziale Integration zu begünstigen“;
- „die wirtschaftliche und soziale Entwicklung sowie die Erschließung der Humanressourcen Afrikas und der am wenigsten entwickelten Länder zu beschleunigen.“

## Aktionsprogramm
Das Aktionsprogramm gliedert sich in die Kapitel
- Einleitung[4]
- I.  Ein förderliches Umfeld für die soziale Entwicklung[5]
- II.  Beseitigung der Armut[6]
- III.  Breitere Verfügbarkeit produktiver Beschäftigungsmöglichkeiten und Verminderung der Arbeitslosigkeit[7]
- IV.  Soziale Integration[8]
- V.  Durchführung und Anschlußmaßnahmen[9]